# Вишняк Богдан Юрійович
Богда́н Ю́рійович Вишня́к — солдат Збройних сил України.

## Життєпис
До військкомату пішов добровольцем, рушив у східні області в складі 95-ї бригади. Його частина захищала телевежу в передмісті Слов'янська.
У першій декаді червня 2014-го черговий обстріл терористи почали о 5:00 ранку, стався потужний вибух за 4 метри від Богдана, його поранило, знепритомнів. Зазнав внутрішньочерепної травми, важкої контузії голови, струсу мозку, забоїв.
Усіх поранених у тому бою було відправлено в госпіталь до Харкова, а звідти в Ірпінь. Після початкового лікування Вишняк перебував у середньоважкому стані —  поволі втрачає зір, не може заснути без снодійного, погано чує; іще одна операція проведена у Києві.

## Нагороди
- орден «За мужність» III ступеня (26.07.2014)